# Damas clavus
Damas clavus is een vlinder uit de familie van de dikkopjes (Hesperiidae). De wetenschappelijke naam van de soort is voor het eerst geldig gepubliceerd in 1869 door Herrich-Schäffer.